# Marcos Godoy
Marcos Sebastián Godoy (Zárate, Provincia de Buenos Aires, Argentina, 15 de julio de 1987) es un futbolista argentino. Juega de delantero y su primer equipo fue Deportivo Pereira de Colombia. Actualmente milita en Club Atlético Racing.

## Clubes
| Club                    | País      | Año       |
| ----------------------- | --------- | --------- |
| Deportivo Pereira       | Colombia  | 2007      |
| Talleres (RdE)          | Argentina | 2007-2008 |
| Estudiantes (BA)        | Argentina | 2008-2009 |
| Guaraní Antonio Franco  | Argentina | 2009-2010 |
| Juventud Unida (SL)     | Argentina | 2010-2011 |
| Alumni de Villa María   | Argentina | 2012      |
| Platense                | Argentina | 2012-2013 |
| Atlanta                 | Argentina | 2013-2014 |
| Talleres (Cba.)         | Argentina | 2014-2016 |
| Alumni de Villa María   | Argentina | 2016      |
| Deportivo Suchitepéquez | Guatemala | 2017      |
| Racing (Cba.)           | Argentina | 2017-?    |